# Diecéze jihlavská
Diecéze jihlavská je nerealizovaný návrh římskokatolická diecéze na Vysočině, jejímž sídlem by měla být Jihlava nebo Žďár nad Sázavou, popřípadě Třebíč. Její vznik v roce 2012 navrhla skupina aktivistů v čele s Tomášem Zdechovským, záměr však měl také řadu odpůrců. Počátkem 21. století se pokusil iniciovat její založení i vysočinský hejtman František Dohnal.
V červenci 2012 několik aktivistů[kdo?] zaslalo dopis České biskupské konferenci se žádostí o slyšení ve věci návrhu na zřízení nové diecéze na území Kraje Vysočina. Jako důvod uvádějí zejména skutečnost, že kraj je rozdělen mezi tři diecéze, a to českobudějovickou, královéhradeckou a brněnskou (malá část také leží v pražské arcidiecézi), a vzhledem k vysoké religiozitě je vnímáno jako nežádoucí, pokud tam není trvale přítomen žádný biskup. Podobný dopis od nich dostal i papež Benedikt XVI. Záměr podporoval například lidovecký politik Jan Kasal.
Podle iniciátorů by biskupství mohlo sídlit při kostele sv. Jakuba Staršího v Jihlavě, avšak tamní farnost se k celému záměru postavila odmítavě. Tato farnost navíc nepatří mezi diecézní, nýbrž je spravována Královskou kanonií premonstrátů na Strahově. 
Zamýšlená diecéze by nerespektovala stávající uspořádání na českou a moravskou církevní provincii (ležela by částečně v Čechách a částečně na Moravě). Zřízení této diecéze by tak muselo vést ke změně hranic mezi těmito dvěma provinciemi.
Odpůrci záměru[kdo?] rovněž zaslali otevřený dopis[kdy?] kardinálu Dukovi a vyjádřili v něm svůj nesouhlas se záměrem, neboť současný stav považovali za vyhovující. Na Celostátním setkání mládeže 2012 oznámil Dominik Duka, že záměru velké šance nedává, avšak volání věřících po větší přítomnosti biskupa na Vysočině označil za legitimní. Brněnská diecéze tehdy měla pouze jediného pomocného biskupa, který působil převážně v zahraničí, neboť byl pověřen duchovní péčí o české krajany, a navíc již dovršil kanonický věk. V říjnu 2012 se touto iniciativou zabývala Česká biskupská konference.